# アメリカンオークスステークス
アメリカンオークスステークス（American Oaks Stakes）は、アメリカ合衆国・カリフォルニア州のサンタアニタパーク競馬場において開催される重賞競走である。格付けはG1。施行条件は芝1マイル1/4（10ハロン、約2012メートル）。出走条件は3歳牝馬。
2002年にアメリカンオークス招待ステークス（American Oaks Invitational Stakes）として創設された。一般に「アメリカンオークス」の通称で知られる。

## 概要
アメリカにおける3歳牝馬芝路線の春夏シーズンの最高競走（early summer destination）として、また各国の3歳有力牝馬が集まる競走としての位置付けを目指し、国際招待競走として創設された。「オークス」の名称は、イギリスのオークスを源として世界各国で伝統的に3歳牝馬の最高競走に命名されており、アメリカのダート路線では中部地区のケンタッキーオークスや東部地区のコーチングクラブアメリカンオークス（通称CCAオークス）が該当する。
第1回競走の優勝馬メガヘルツが、本競走優勝後もほかのG1競走に優勝するなど活躍。第2回に優勝したディミトロワ（アイリッシュオークス優勝馬）も同様に活躍し、第3回競走よりG1に格付けされた。1着賞金40万ドルというアメリカでは比較的高額な賞金設定もあり、以後各国のクラシック競走で勝利または好走した馬を集め、国際招待競走として定着した。2005年の第4回競走では、日本の優駿牝馬（オークス）優勝馬シーザリオが勝利している。
しかし2010年、カリフォルニア州における競馬産業の不振に伴い、従来75万ドルに設定されていた総賞金が25万ドルに減額され、競走名も「アメリカンオークスステークス」に改称、国際競走の性格は失われた。
2016年より開催時期を12月に移動する。

## 歴史
- 2002年
  - 3歳牝馬限定競走の国際招待競走「アメリカンオークスインビテーショナルステークス」として創設。
  - 1位入線のDublino（ダブリノ）は直線での進路妨害により2着降着、2位入線のメガヘルツが繰り上がり優勝。
- 2004年 - 国際リステッドから国際G1認定。
- 2010年 - 賞金を大幅に減額。招待を取り消し「アメリカンオークスステークス」に改称。
- 2014年
  - 開催時期を5月末に変更。
  - ハリウッドパーク競馬場閉鎖に伴い、サンタアニタパーク競馬場に開催地を変更。
- 2016年 - 開催時期を12月に変更。芝1マイル1/8で行われる。
- 2021年 - 豪雨の影響によりダート1マイル1/4で行われる。ダートへの変更に伴って規定により本年度に限りG2への格下げとなっていたが、のちにG1として扱われることが発表された[3]。

## 歴代優勝馬
※国旗は調教国を表す。
| 回     | 施行日         | 優勝馬                                  | 性齢 | タイム           | 優勝騎手                 | 管理調教師               | 優勝馬主                                               |
| ------ | -------------- | --------------------------------------- | ---- | ---------------- | ------------------------ | ------------------------ | ------------------------------------------------------ |
| 第1回  | 2002年7月6日   | Megahertz メガヘルツ                    | 牝3  | 2:00.46          | アレックス・ソリス       | ボビー・フランケル       | マイケル・ベッロ                                       |
| 第2回  | 2003年7月5日   | Dimitrova ディミトロワ                  | 牝3  | 1:59.98          | デイヴィッド・フローレス | ダーモット・ウェルド     | ジョセフ・ヒギンズ                                     |
| 第3回  | 2004年7月3日   | Ticker Tape ティッカーテープ            | 牝3  | 2:01.54          | ケント・デザーモ         | ジェイムズ・キャシディ   | J・フォード/D・パーソン /J・スウィーシー               |
| 第4回  | 2005年7月3日   | Cesario シーザリオ                      | 牝3  | 1:59.03          | 福永祐一                 | 角居勝彦                 | キャロットファーム                                     |
| 第5回  | 2006年7月2日   | Wait a While ウェイトアホワイル         | 牝3  | 1:59.38          | ギャレット・ゴメス       | トッド・プレッチャー     | エイリンデルファーム                                   |
| 第6回  | 2007年7月7日   | Panty Raid パンティーレイド             | 牝3  | 2:01.53          | エドガー・プラード       | トッド・プレッチャー     | グレンクレストファーム LLC                             |
| 第7回  | 2008年7月5日   | Pure Clan ピュアクラン                  | 牝3  | 2:00.5           | ジュリアン・ルパルー     | ロバート・ホルザス       | L・ラーキン/IEAHステーブルズ/ ペガサスホールディングス |
| 第8回  | 2009年7月5日   | Gozzip Girl ゴジップガール              | 牝3  | 2:00.22          | ケント・デザーモ         | トーマス・アルバートラニ | ファーンズワースステーブルズ                           |
| 第9回  | 2010年7月3日   | Harmonious ハーモニアス                 | 牝3  | 2:01.77          | マーティン・ガルシア     | ジョン・シレフス         | パム&マーティー・ウィゴット                            |
| 第10回 | 2011年7月16日  | Nereid ネレイド                         | 牝3  | 2:01.46 （同着） | ジョー・タラモ           | ジョン・シレフス         | エリック・クロンフィールド                             |
| 第10回 | 2011年7月16日  | Cambina カンビーナ                      | 牝3  | 2:01.46 （同着） | マーティン・ガルシア     | ジェフ・ボンド           |                                                        |
| 第11回 | 2012年7月14日  | Lady of Shamrock レディオブシャムロック | 牝3  | 2:03.19          | M.Smith                  | J.Sadler                 |                                                        |
| 第12回 | 2013年7月13日  | Emollient                               | 牝3  | 2:02.38          | Mike E. Smith            | William I. Mott          | Juddmonte Farms                                        |
| 第13回 | 2014年5月31日  | Room Service ルームサーヴィス           | 牝3  | 2:01.28          | S.ブリッジモハン         | W.カタラーノ             |                                                        |
| 第14回 | 2015年5月30日  | Spanish Queen スパニッシュクイーン      | 牝3  | 2:01.93          | B.Blanc                  | R.Baltas                 |                                                        |
| 第15回 | 2016年12月31日 | Decked Out デックドアウト               | 牝3  | 1:47.86          | K.Desormeaux             | J.Desormeaux             |                                                        |
| 第16回 | 2017年12月30日 | Daddys Lil Darling                      | 牝3  | 2:00.11          | M.Smith                  | K.McPeek                 |                                                        |
| 第17回 | 2018年12月29日 | Competitionofideas                      | 牝3  | 1:59.77          | J.Rosario                | C.Brown                  |                                                        |
| 第18回 | 2019年12月28日 | Lady Prancealot                         | 牝3  | 2:01.70          | J.Bravo                  | R.Baltas                 |                                                        |
| 第19回 | 2020年12月26日 | Duopoly                                 | 牝3  | 2:01.61          | F.Prat                   | C.Brown                  |                                                        |
| 第20回 | 2021年12月26日 | Queen Goddess                           | 牝3  | 2:04.72          | J.Hernandez              | M.McCarthy               |                                                        |
| 第21回 | 2022年12月26日 | Rhea Moon                               | 牝3  | 2:00.75          | J.Hernandez              | P.D'Amato                | Rockingham Ranch & Talla Racing                        |
| 第22回 | 2023年12月26日 | Anisette                                | 牝3  | 2:00.22          | U.Rispoli                | L.Powell                 | Eclipse Thoroughbred Partners                          |
| 第23回 | 2024年12月26日 | She Feels Pretty                        | 牝3  | 1:58.69          | J.Velazquez              | C.DeVaux                 | Lael Stables                                           |